# Пашута Людмила Іванівна
Людмила Іванівна Пашута (нар. 1951) — українська радянська діячка, монтажниця Хмельницького радіотехнічного заводу. Депутат Верховної Ради УРСР 9—10-го скликань.

## Біографія
Освіта середня спеціальна. Член ВЛКСМ.
З 1965 року — учениця торгово-кулінарного училища, продавець магазину, різальниця макаронної фабрики.
З 1970 року — монтажниця Хмельницького радіотехнічного заводу імені XXV з'їзду КПРС.
Потім — на пенсії в місті Хмельницькому.

## Нагороди
- ордени
- медалі